# Krokett (étel)

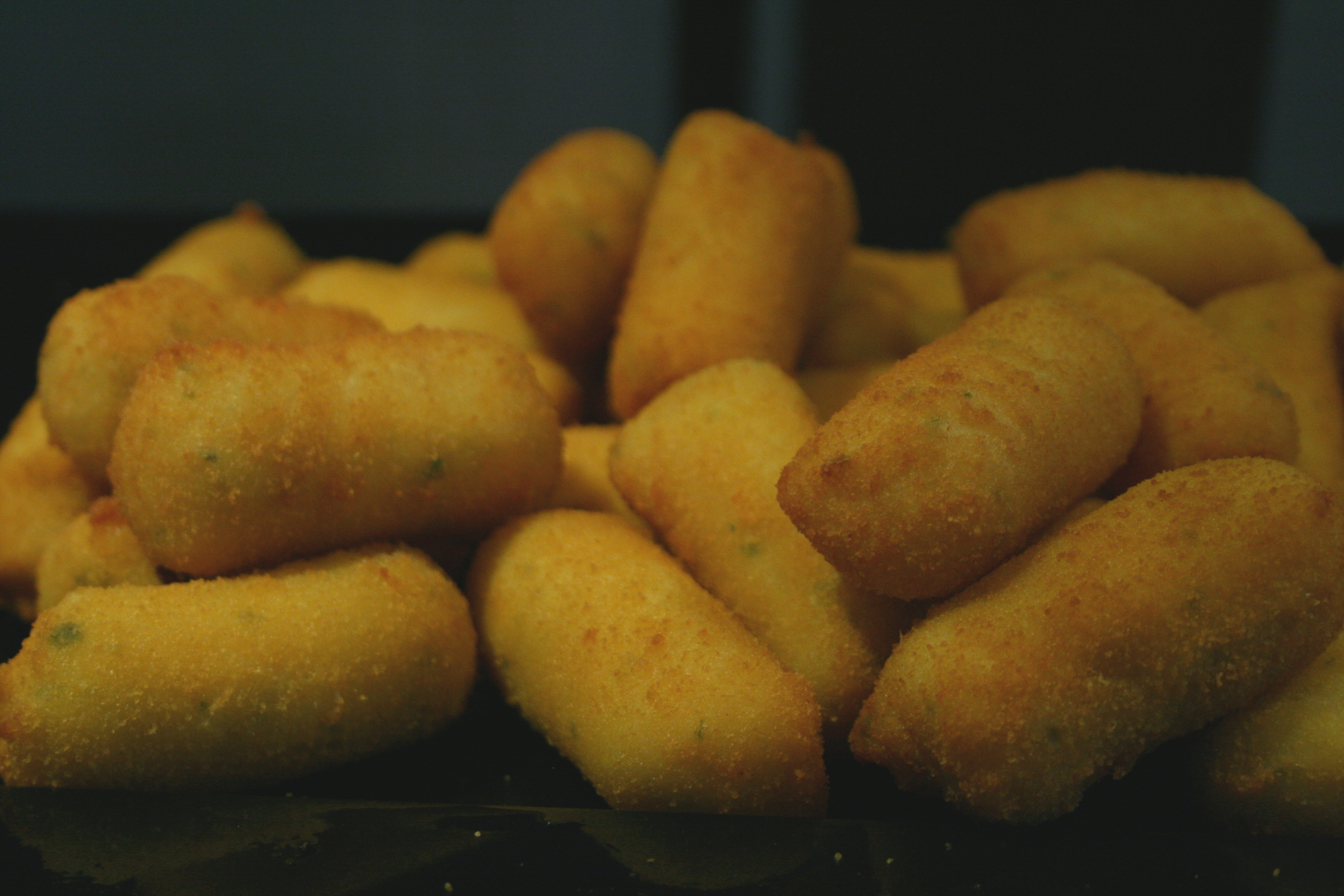
Burgonyakrokett

A krokett henger alakú, bundázott és bő zsiradékban sütött étel. Elnevezése a francia croquer szóból ered (Croquettes = ropogós).

## Változatai

### Burgonyakrokett
A burgonyakrokett (Croquettes de pommes de terre) elsősorban köretként fordul elő; a magyar konyhában is ez a legnépszerűbb krokettfajta. Főtt és szétnyomott burgonyából készül, ezt tojássárgájával és vajjal vegyítik, továbbá szerecsendióval fűszerezik.
Az élelmiszeripar félkész vagy készétel formájában is gyártja: előbbi termékek a massza előállításához való porból, utóbbiak előre panírozott fagyasztott krokettekből állnak.

### További változatok
Az egész világon elterjedt, különböző alapanyagokból készülhet (pl. burgonya-, tojás-, gombaropogós stb.).
Az Amerikai Egyesült Államok déli államaiban kedveltek a lazackrokettek. Ezeket összeaprított lazacból és hagymából készítik, majd bepanírozzák és kisütik.
Keleten a rákpogácsák népszerűek, nyugaton pedig a spanyol croquetas de jamón terjedt el.

## Fordítás
- Ez a szócikk részben vagy egészben  a   Kroketten című német Wikipédia-szócikk ezen változatának fordításán alapul.  Az eredeti cikk szerkesztőit annak laptörténete sorolja fel. Ez a jelzés csupán a megfogalmazás eredetét és a szerzői jogokat jelzi, nem szolgál a cikkben szereplő információk forrásmegjelöléseként.